# Олимп (Кипър)
Вижте пояснителната страница за други значения на Олимп.
Оли́мп (на гръцки: Όλυμπος) е най-високият връх на планината Троодос на остров Кипър (1952 м). Разположена е в гръцката част на острова. На най-високата част от планинския хребет е разположена английска военна база с радари за далечна локация и по тази причина върхът не е достъпен за туристи.
От януари до март на склоновете на Олимп работи малък ски пункт с четири лифта.
В античните времена на един от върховете на планината е имало храм на Афродита, в който не се допускали жени.

## Забележки
1. ↑  Country Profile: Climate //   Official Website of the Embassy of the Republic of Cyprus in Washington D.C.  Архивиран от оригинала на 2019-01-07..
2. ↑  Strabo. Geography, XIV.6.3.